# Citov
Citov (en allemand : Zittenhof) est une commune du district de Přerov, dans la région d'Olomouc, en République tchèque. Sa population s'élevait à 538 habitants en 2020.

## Géographie
Citov se trouve à 10 km à l'ouest de Přerov, à 16 km au sud-sud-est d'Olomouc et à 219 km à l'est-sud-est de Prague.

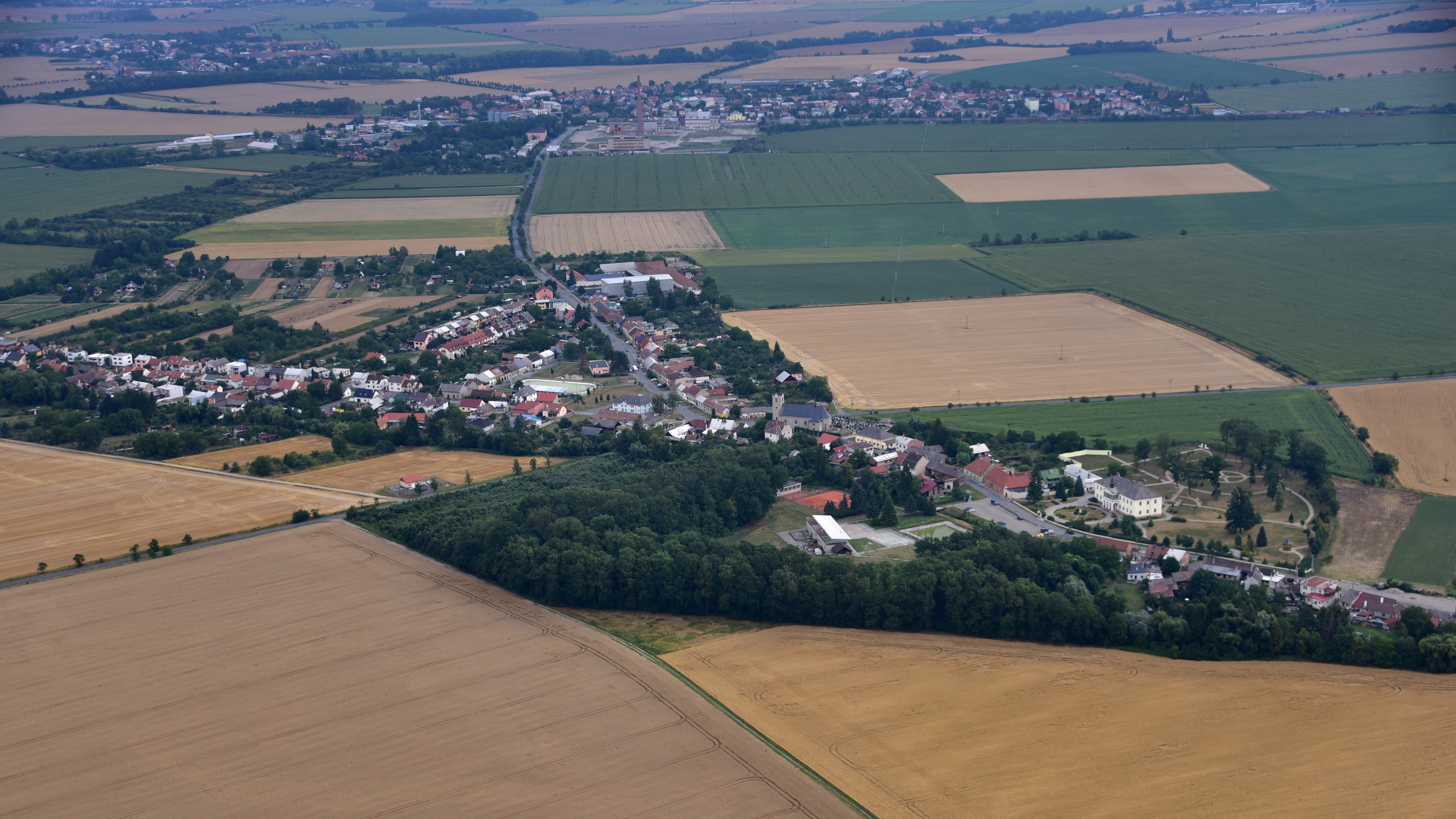
Citov : vue aérienne.

La commune est limitée par Dub nad Moravou et Majetín au nord, par Brodek u Přerova au nord-est et à l'est, par Císařov à l'est, par Troubky au sud et par Věrovany à l'ouest.

## Histoire
La première mention écrite de la localité date de 1283.